# Église Saint-Théodulphe de Gronard
L'église Saint-Théodulphe de Gronard est une église fortifiée qui se dresse sur la commune de Gronard dans le département de l'Aisne en région Hauts-de-France.
L'église fait l'objet d'un classement au titre des monuments historiques par arrêté du 10 mars 1995.

## Situation
L'église Saint-Théodulphe de Gronard est située dans le département français de l'Aisne sur la commune de Gronard.

## Description
Chœur et transept en pierre blanche, nef de brique, façade flanquée de deux tourelles circulaires d'angles, portail plein cintre, dessins de briques vitrifiées, meurtrières. Le clocher est une grosse tour carrée construite en briques.
Reliques de saint Thiou, ou Théodulphe, ermite en ce lieu au VIe siècle.

### Galerie: extérieur de l'église

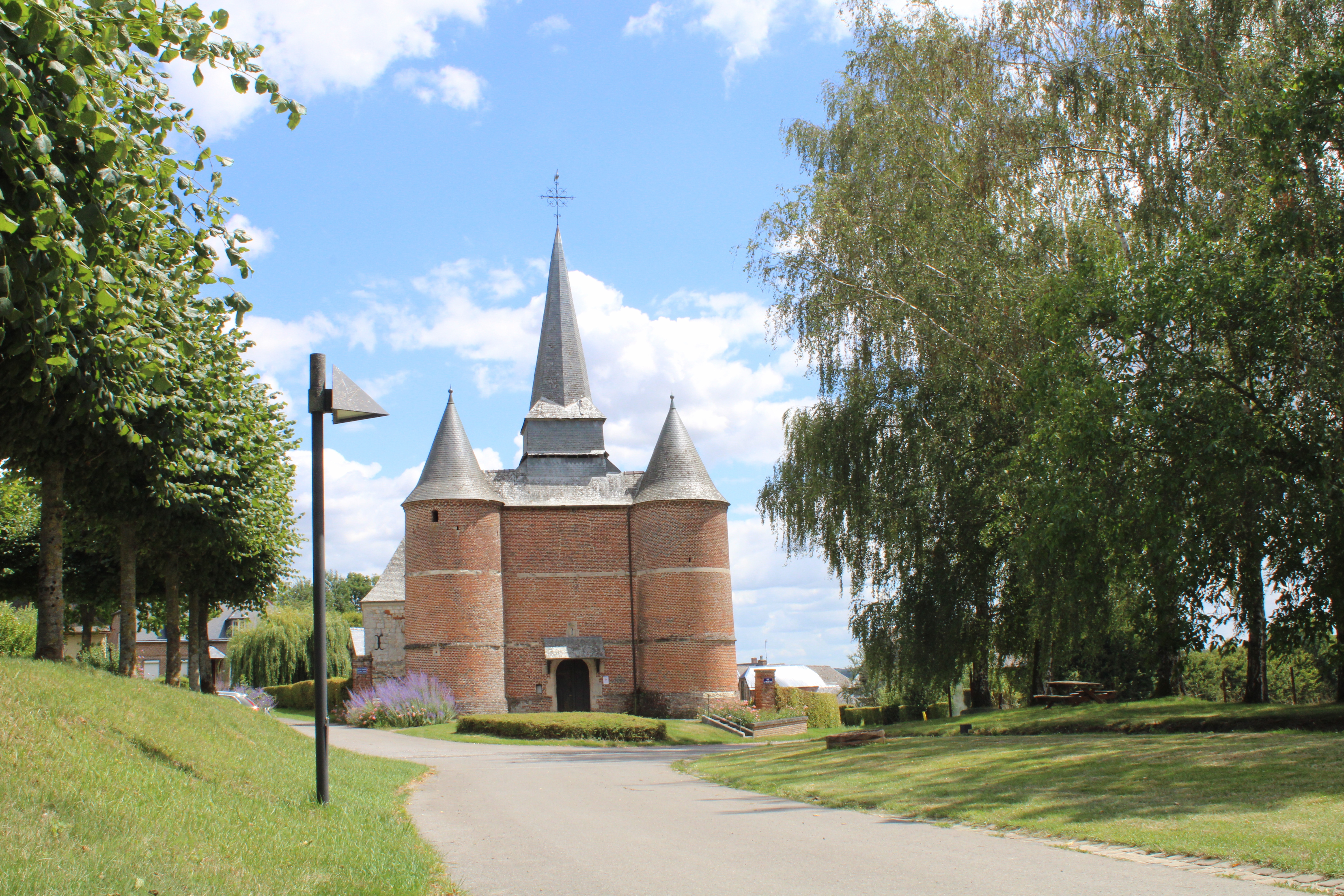
Vue de l'église.
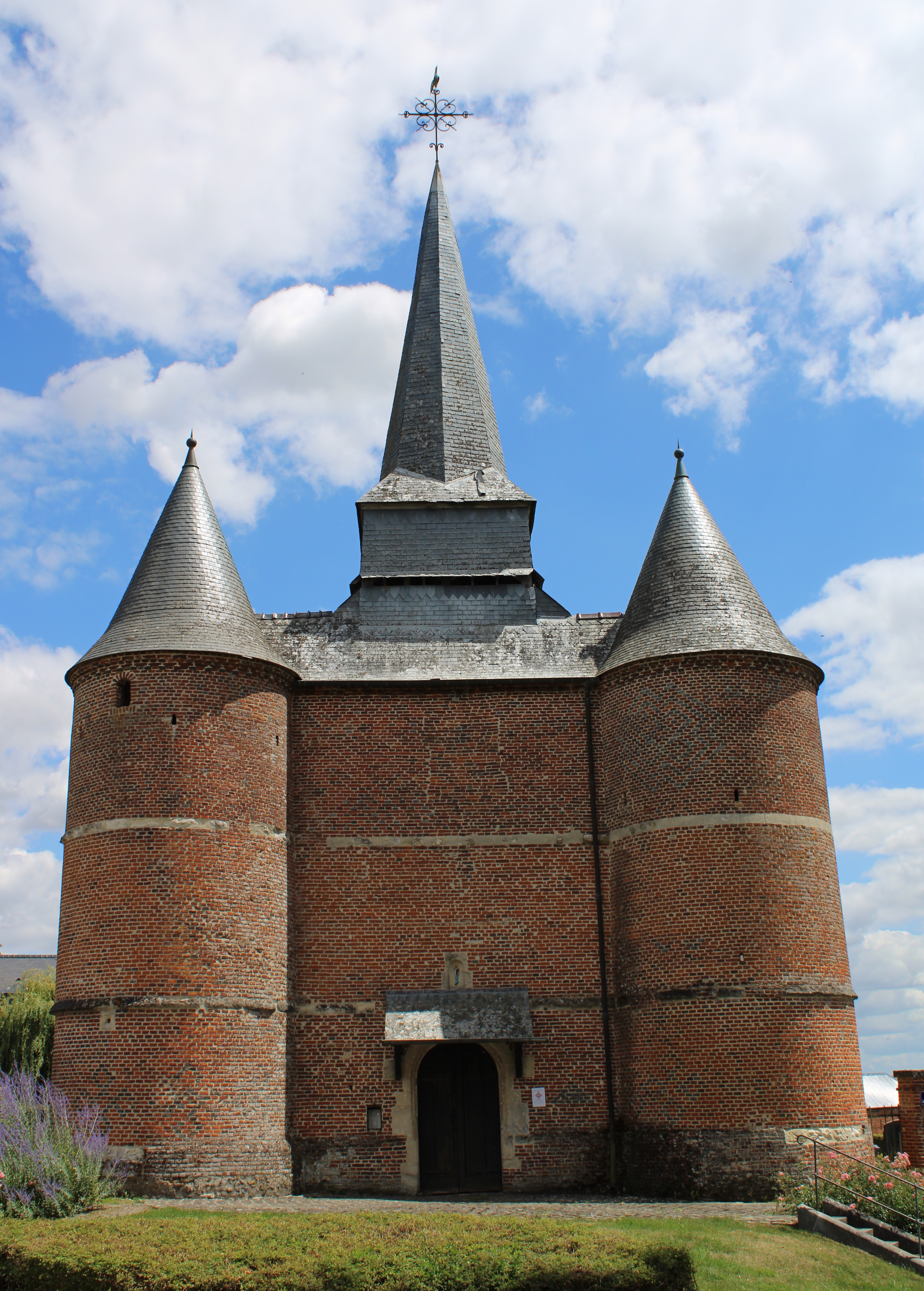
Façade de l'église avec ses deux tours fortifiées symétriques percées de meurtrières. Le  clocher octogonal se situe au-dessus du porche.
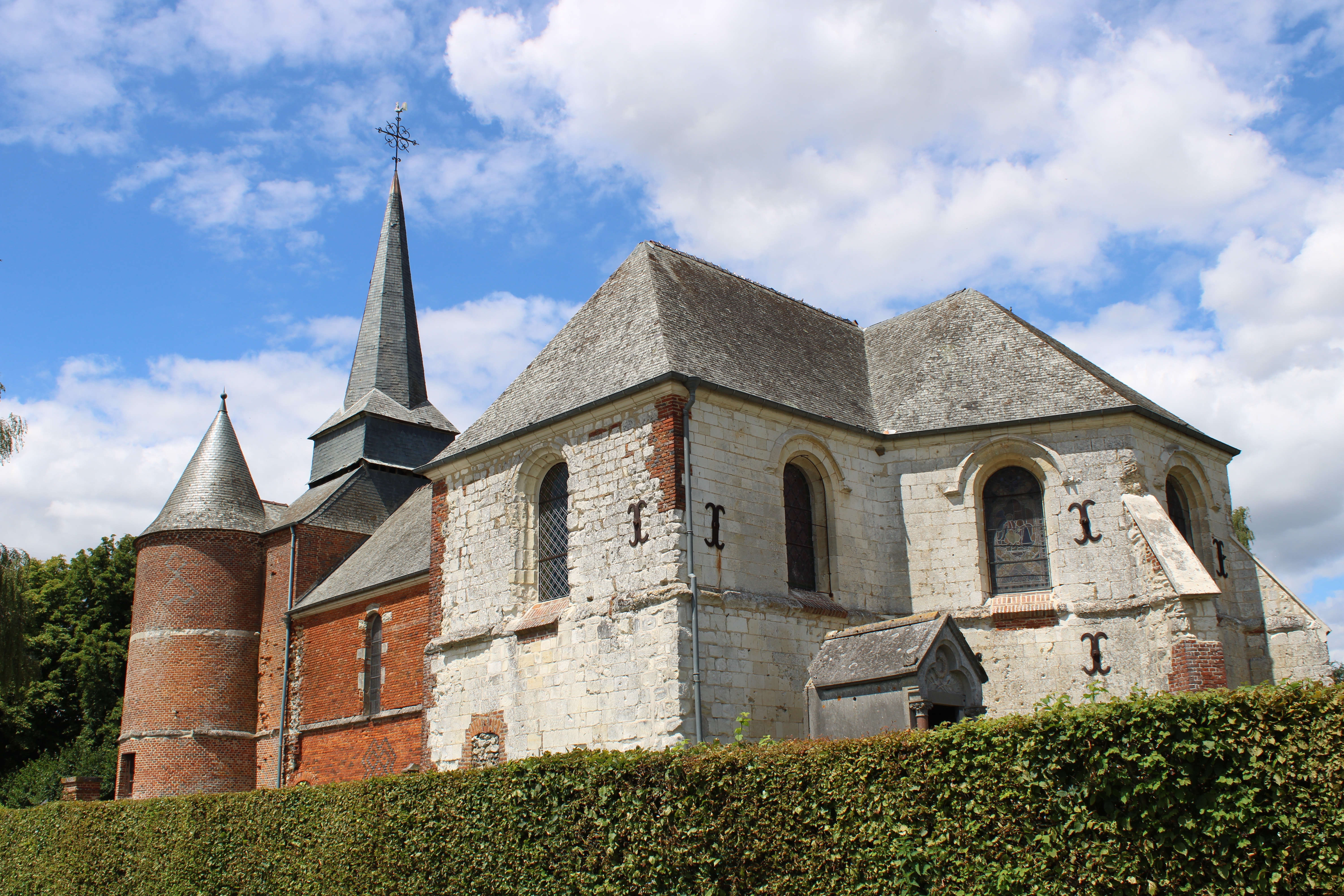
Les murs de la nef et du transept sont en pierre calcaire. Ce sont les parties les plus anciennes de l'église: ils datent de 1537 [4].
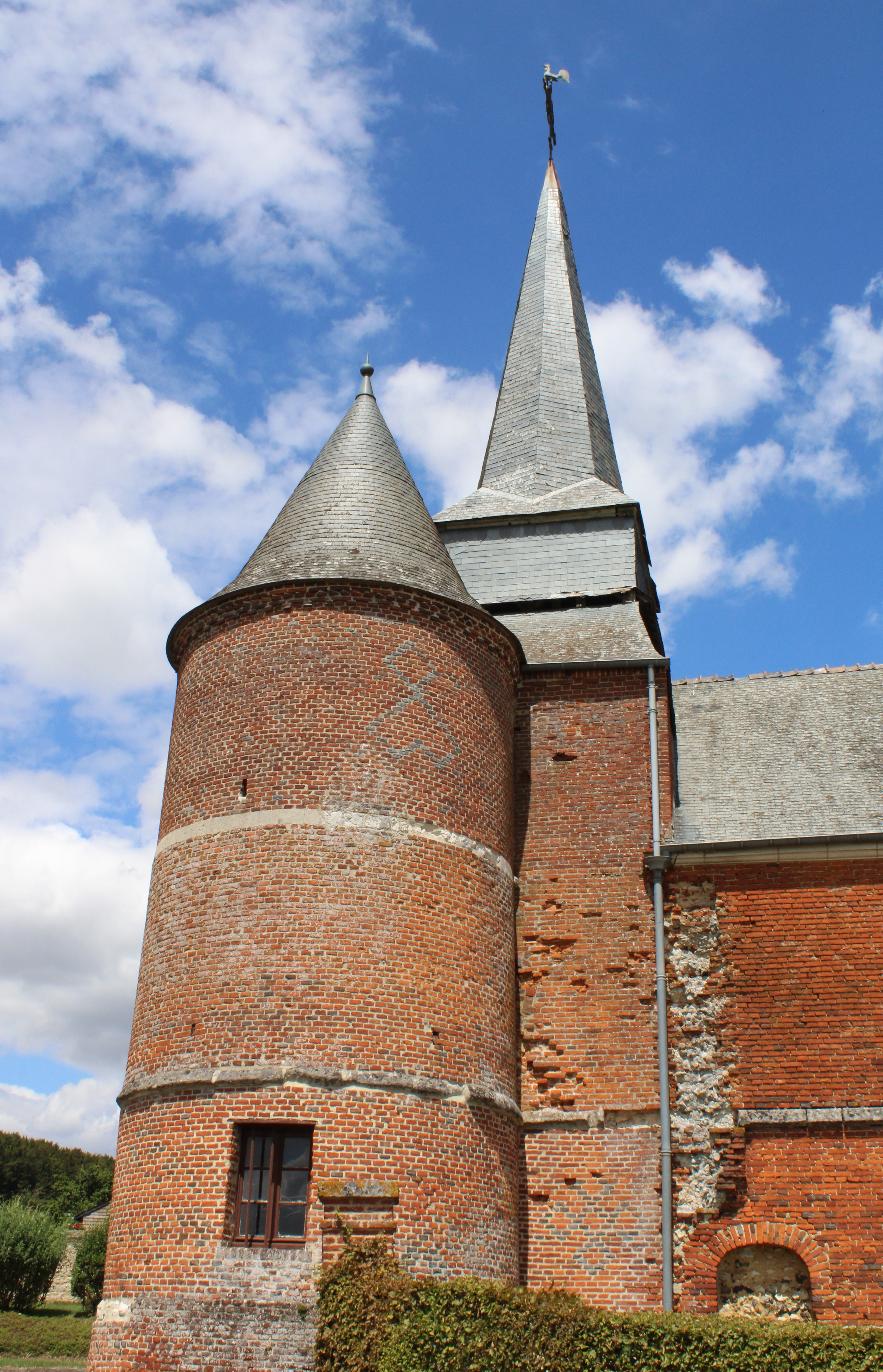
La tour sud percée de meurtrières et possédant une salle de refuge. Les traces d'un contrefort démoli sont très visibles.
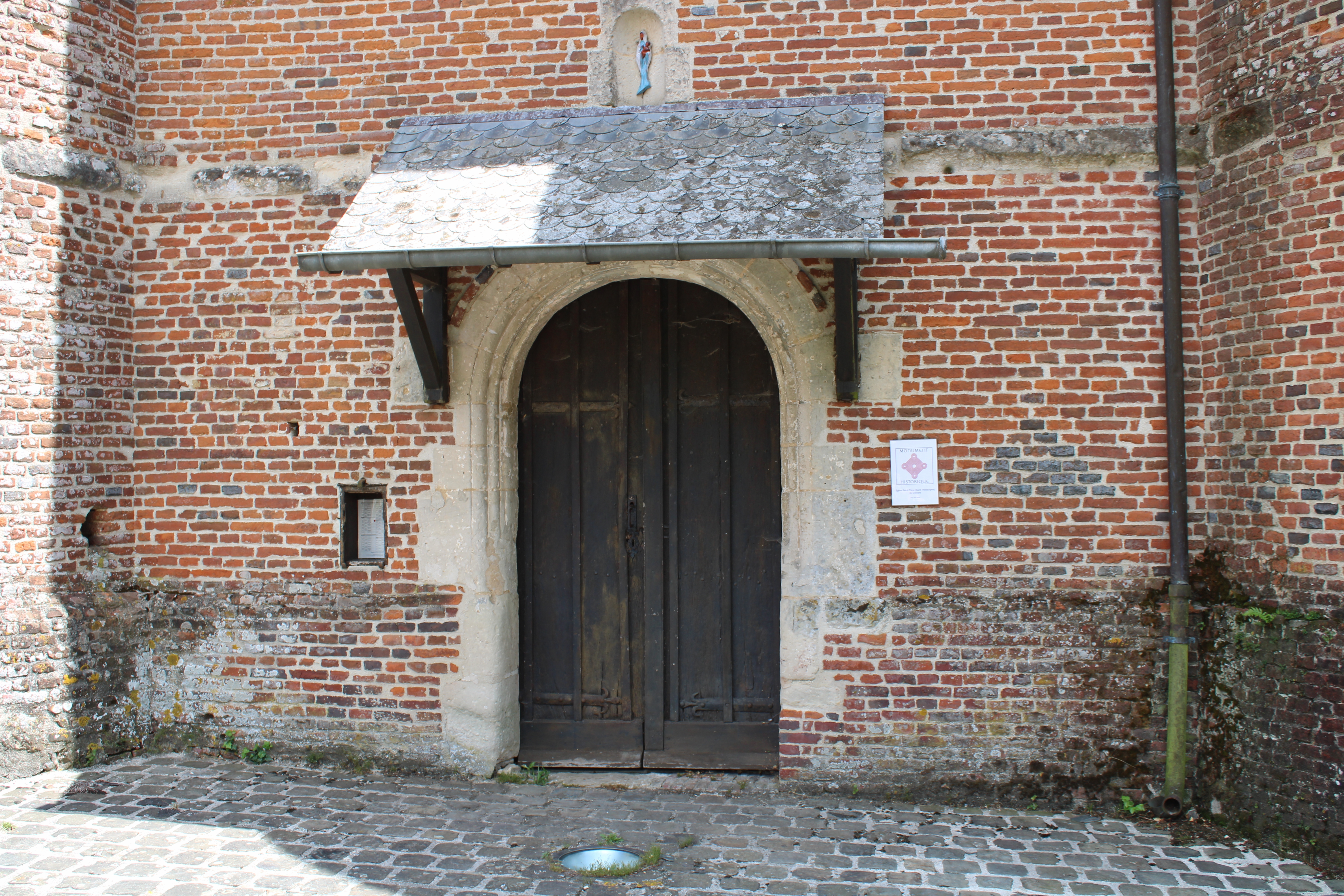
Le porche de style roman en pierre calcaire est protégé par un auvent. Une niche abrite une Vierge à l'enfant contemporaine.

### Galerie: intérieur de l'église

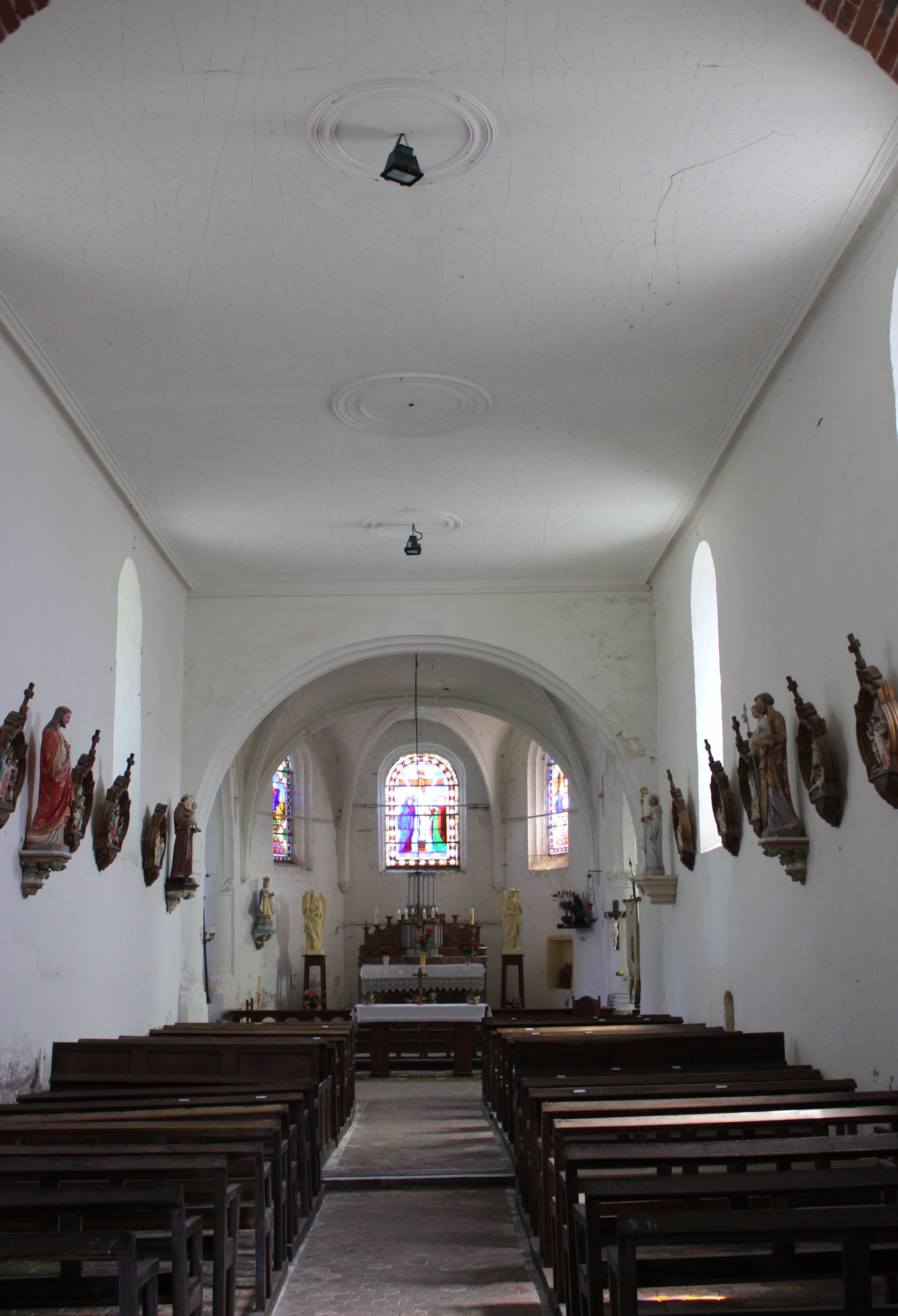
La nef.
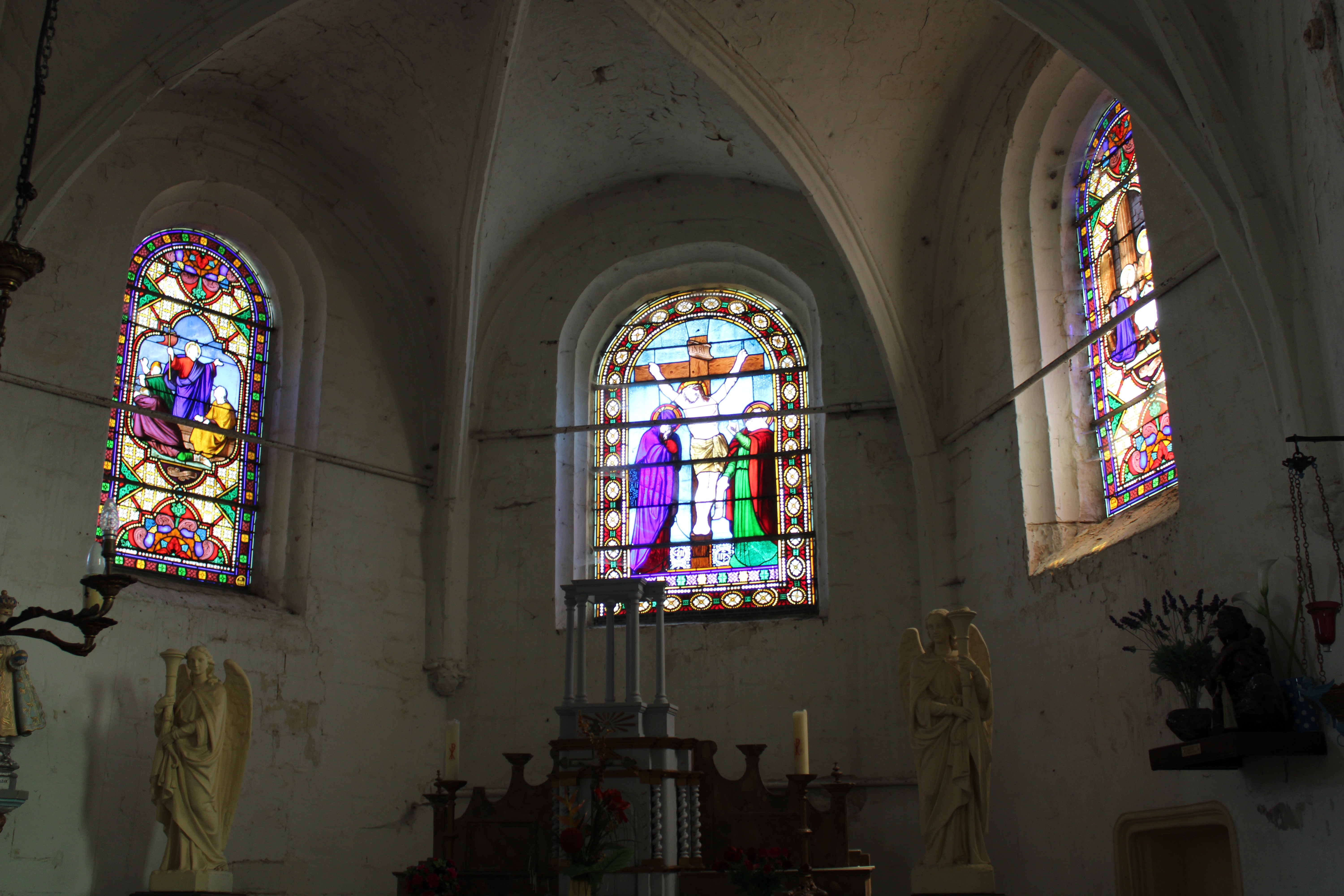
Vue des trois vitraux du chœur.
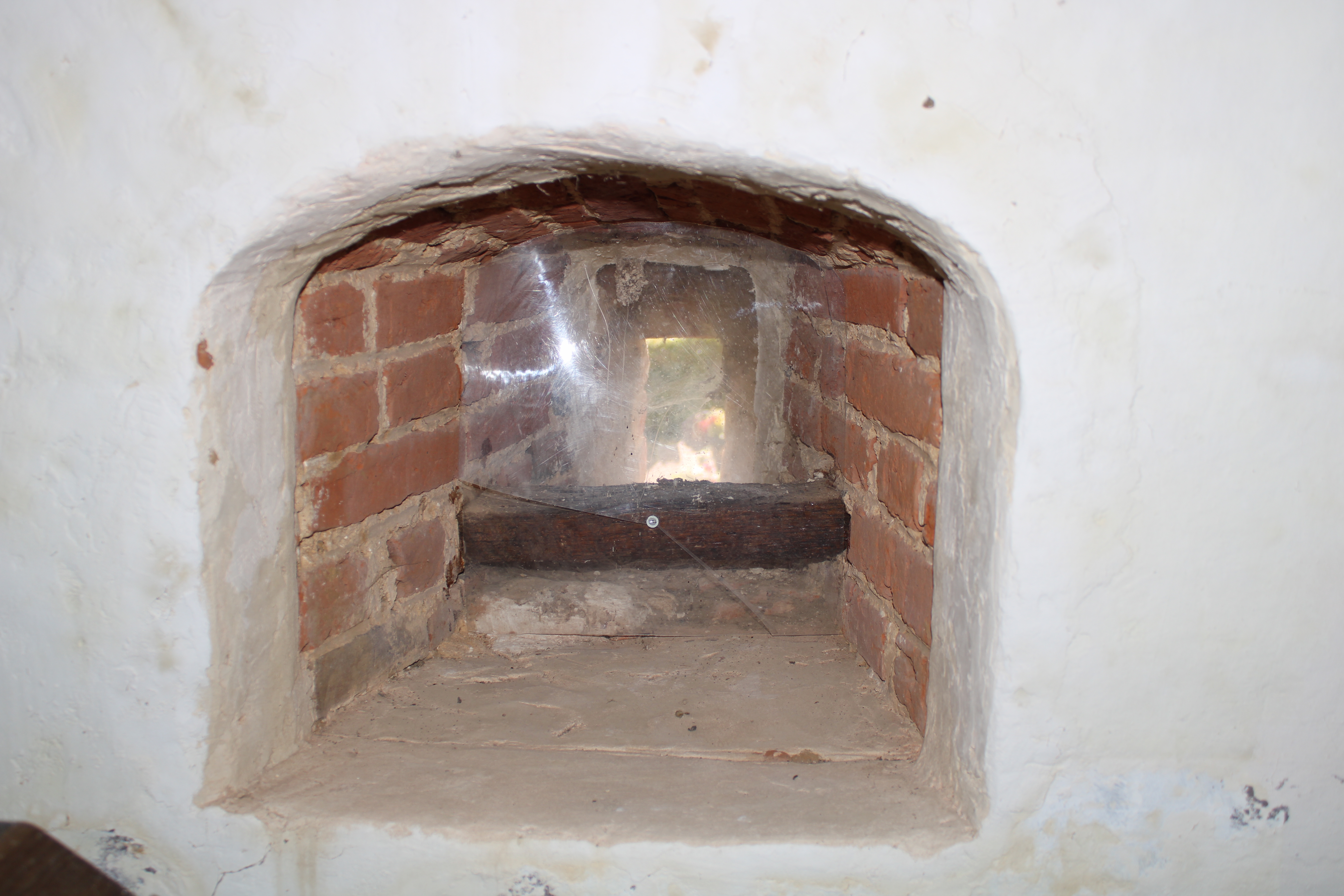
Une meurtrière à hauteur d'homme s'ouvrant vers l'extérieur.
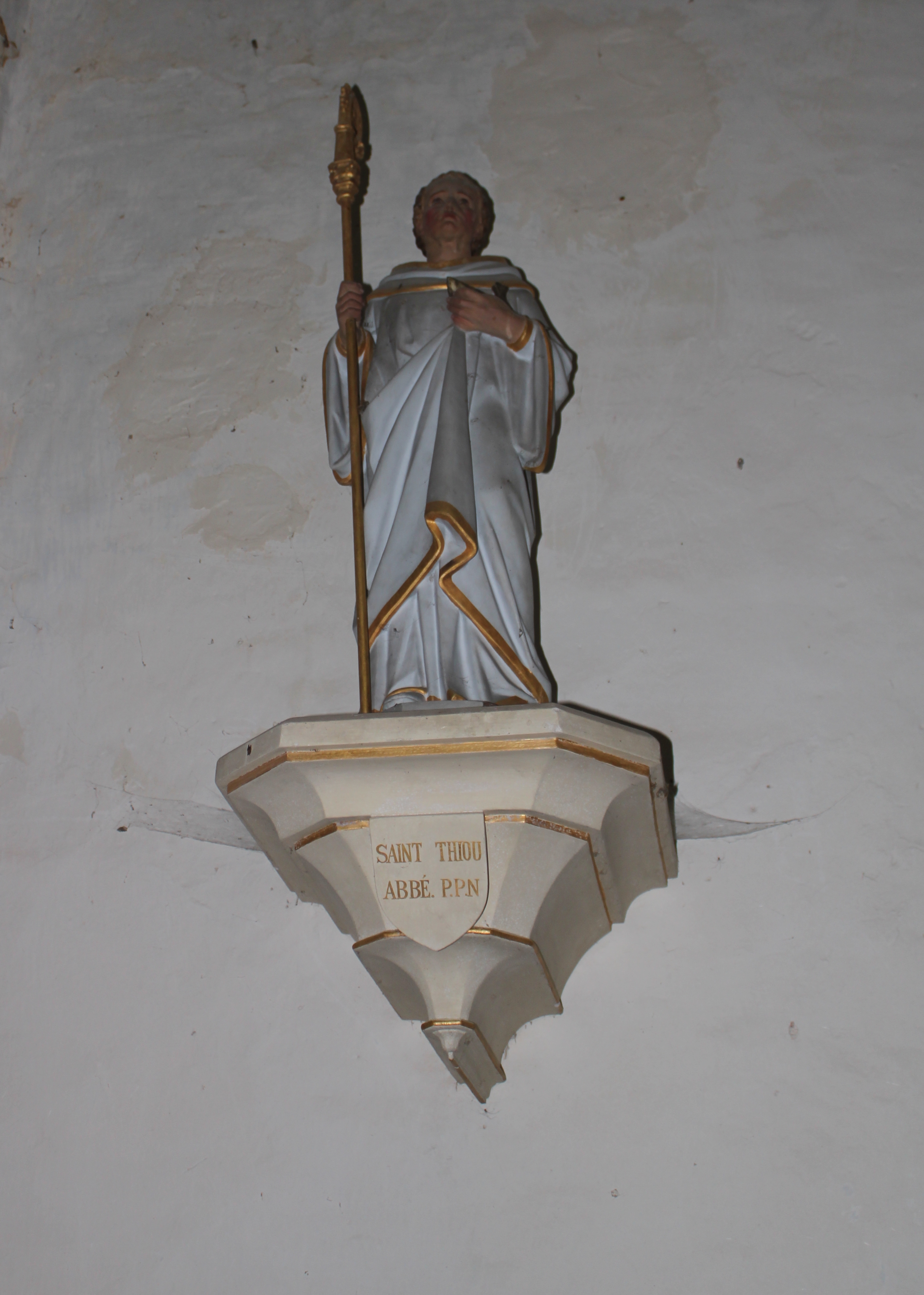
Statue de saint Thiou.
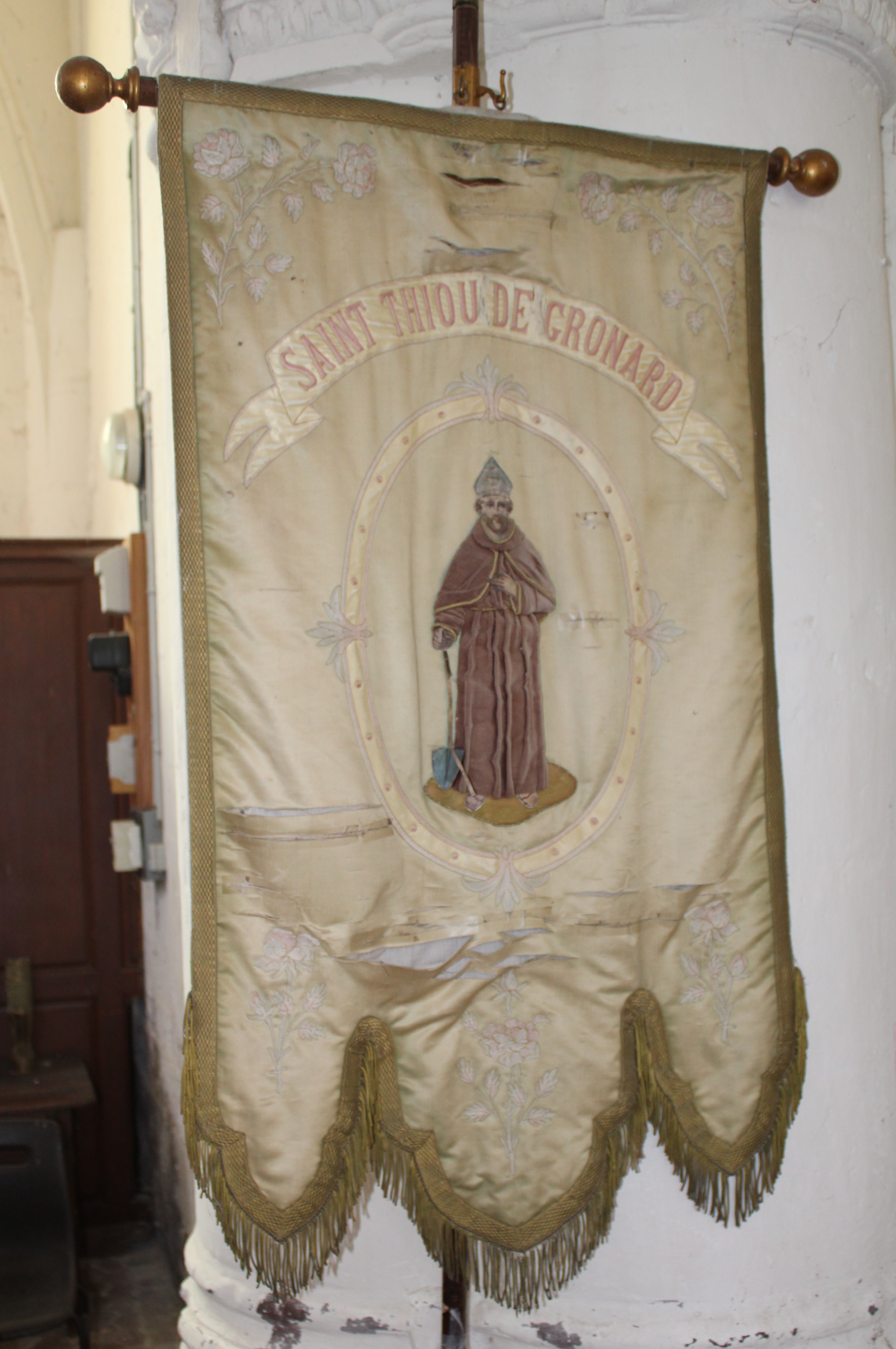
La bannière de saint Thiou transportée chaque année lors du pèlerinage.
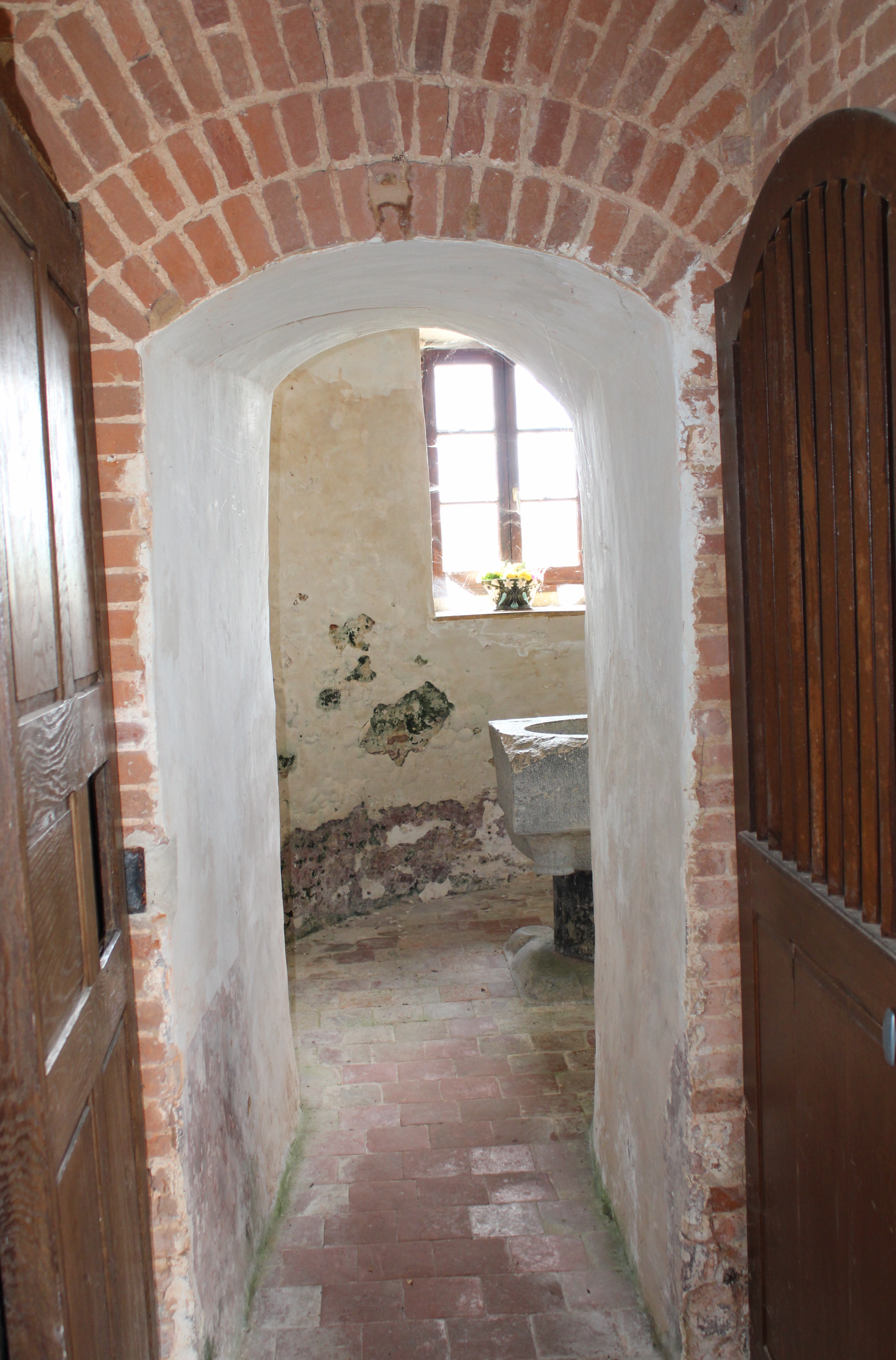
Les fonts baptismaux sont situés au bas de la tour sud.
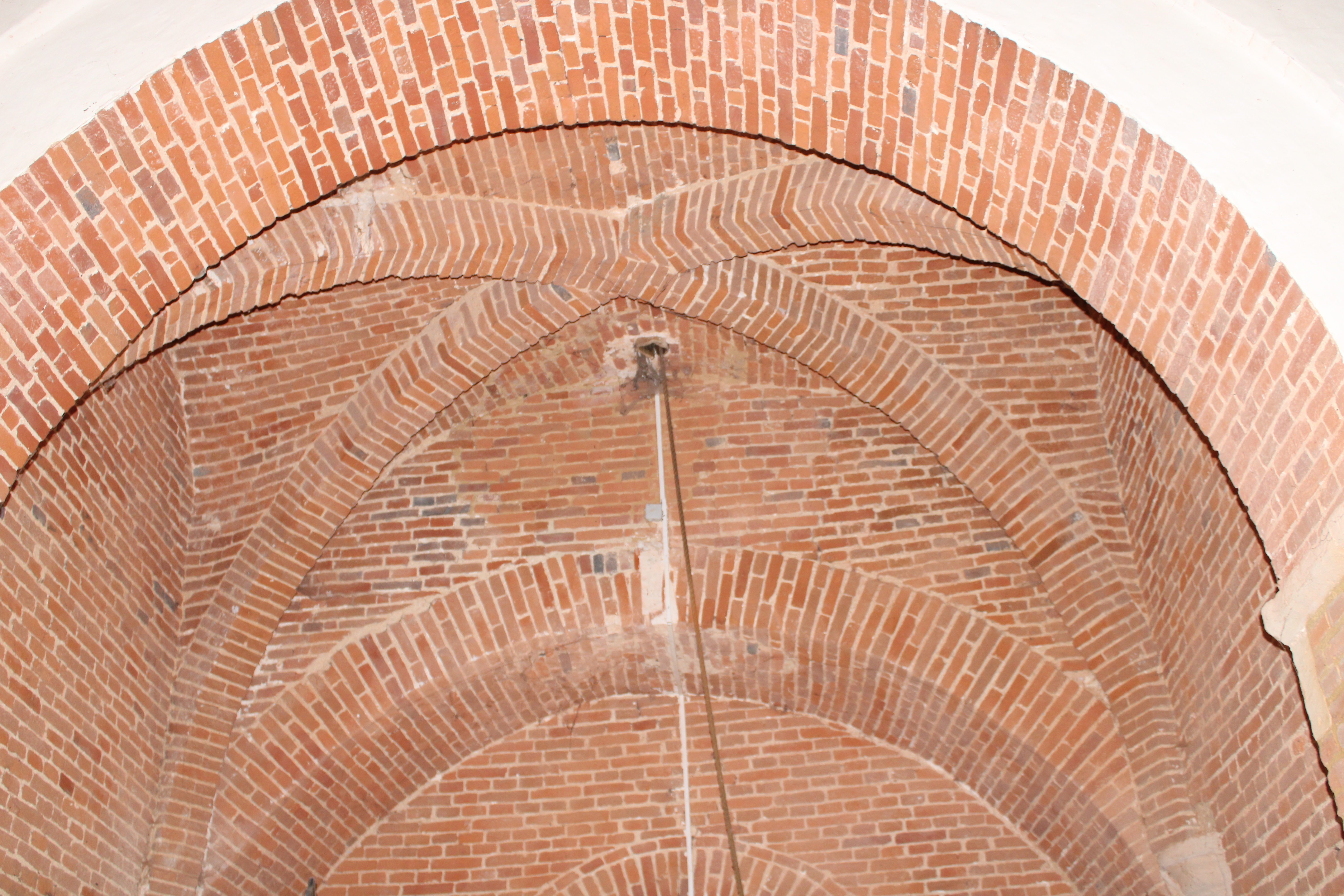
Voûte en croisée d'ogives en brique sous le clocher.
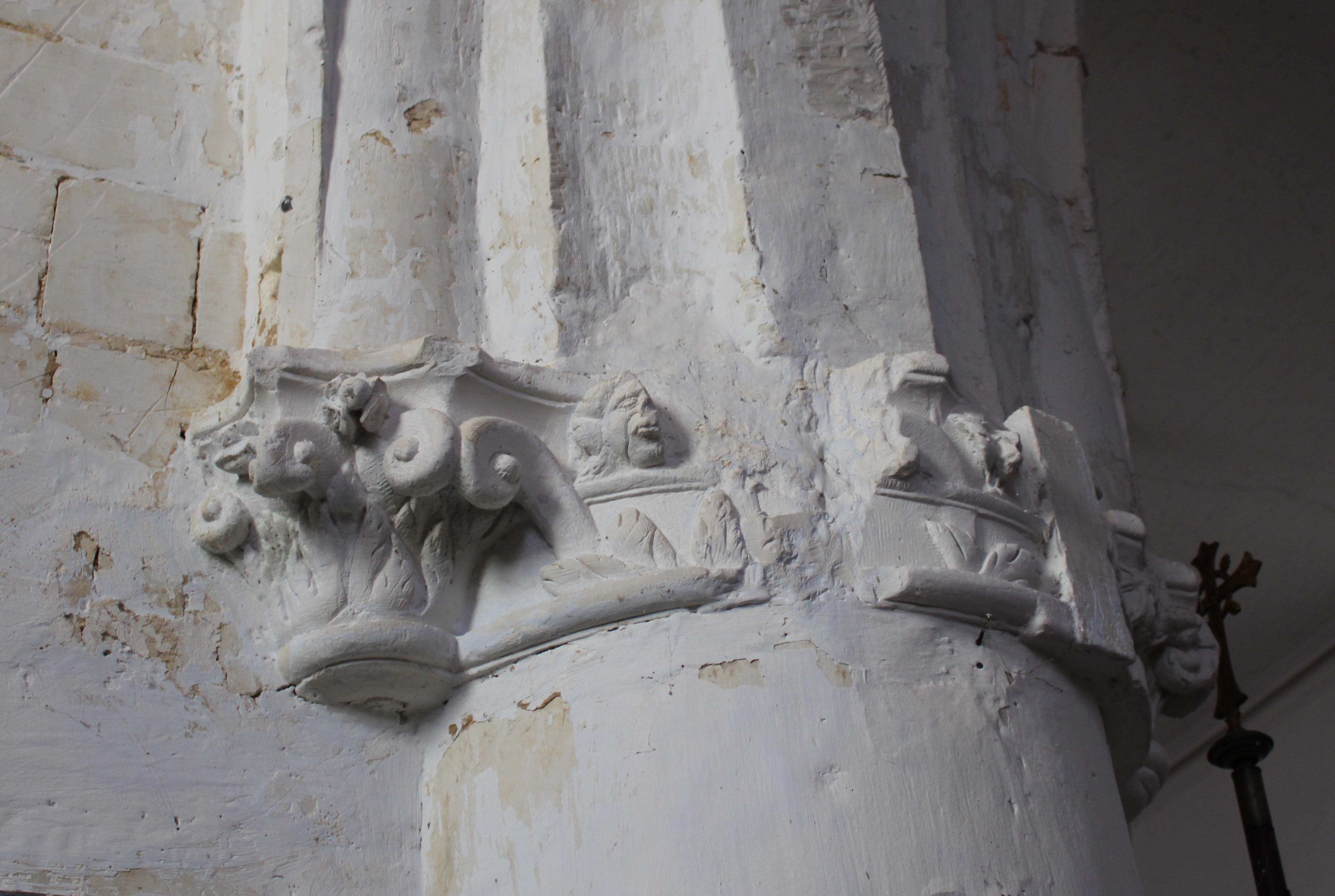
Vestiges de sculptures à l'angle du transept.